# ملعب هموشافا
ملعب هموشافا (بالعبرية: אִצְטַדְיוֹן הַמוֹשָׁבָה)، يعرف أيضًا باسم ملعب بتاح تيكفا، هو ملعب كرة قدم يقع في بتاح تكفا، إسرائيل، يتسع لجلوس 11,500 متفرج. اكتمل بناءه في عام 2011، ويستخدم أساساً لمباريات كرة القدم ويعتبر الملعب البيتي لكل من هبوعيل بتاح تيكفا ومكابي بتاح تيكفا. كانت تكلفة إنشاء الملعب 60 مليون دولار.

## أهم الأحداث التي استضافها
- بطولة أوروبا تحت 21 سنة لكرة القدم 2013